# Willie Jorrin
Pour les articles homonymes, voir Jorrin.
Willie Jorrin est un boxeur mexicano-américain né le 21 novembre 1969 à Sacramento, Californie.

## Carrière
Passé professionnel en 1993, il remporte le titre vacant de champion du monde des poids super-coqs WBC le 9 septembre 2000 après sa victoire aux points contre Michael Brodie. Jorrin conserve sa ceinture face à Óscar Larios puis Osamu Sato (après un match nul) mais perd lors du combat revanche contre Larios le 1er novembre 2002.